# Cântecul lui Roland

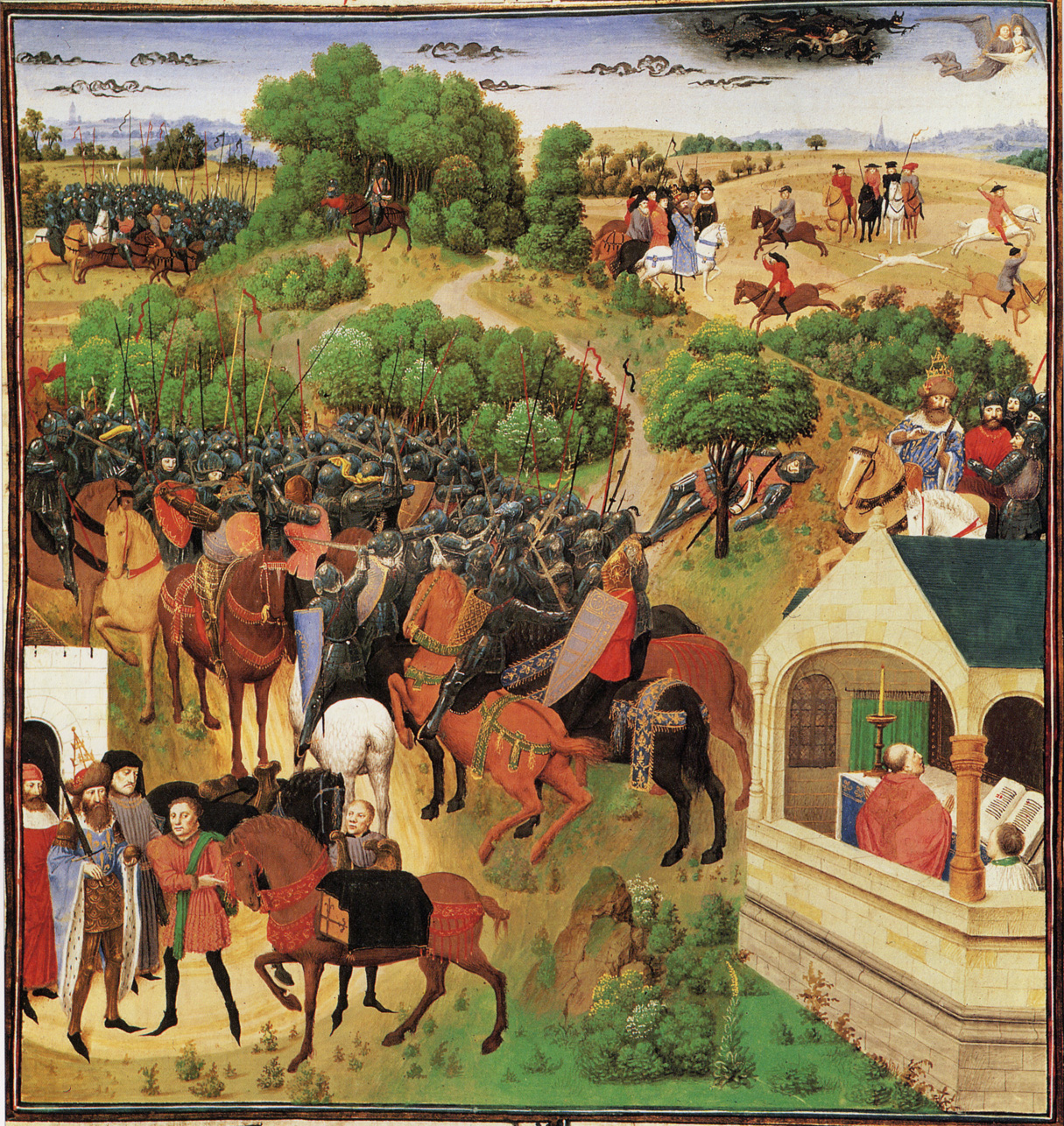
Opt faze ale Cântecului lui Roland într-o singură imagine.

Cântecul lui Roland (în franceză La Chanson de Roland) este cea mai importantă epopee eroică a literaturii franceze. Există mai multe versiuni, mărturie a popularității ei între secolele al XII-lea și al XIV-lea. Cea mai veche dintre aceste versiuni este datată, de obicei, la mijlocul veacului al XII-lea (între 1140 și 1170) și are aproximativ 4004 versuri (numărul lor variază puțin în edițiile moderne). Acest poem epic este un exemplu de cântec de gesta, o specie literară ce a înflorit între secolele al XI-lea și al XIV-lea și care proslăvește faptele de vitejie, onoarea și credința.

## Rezumat

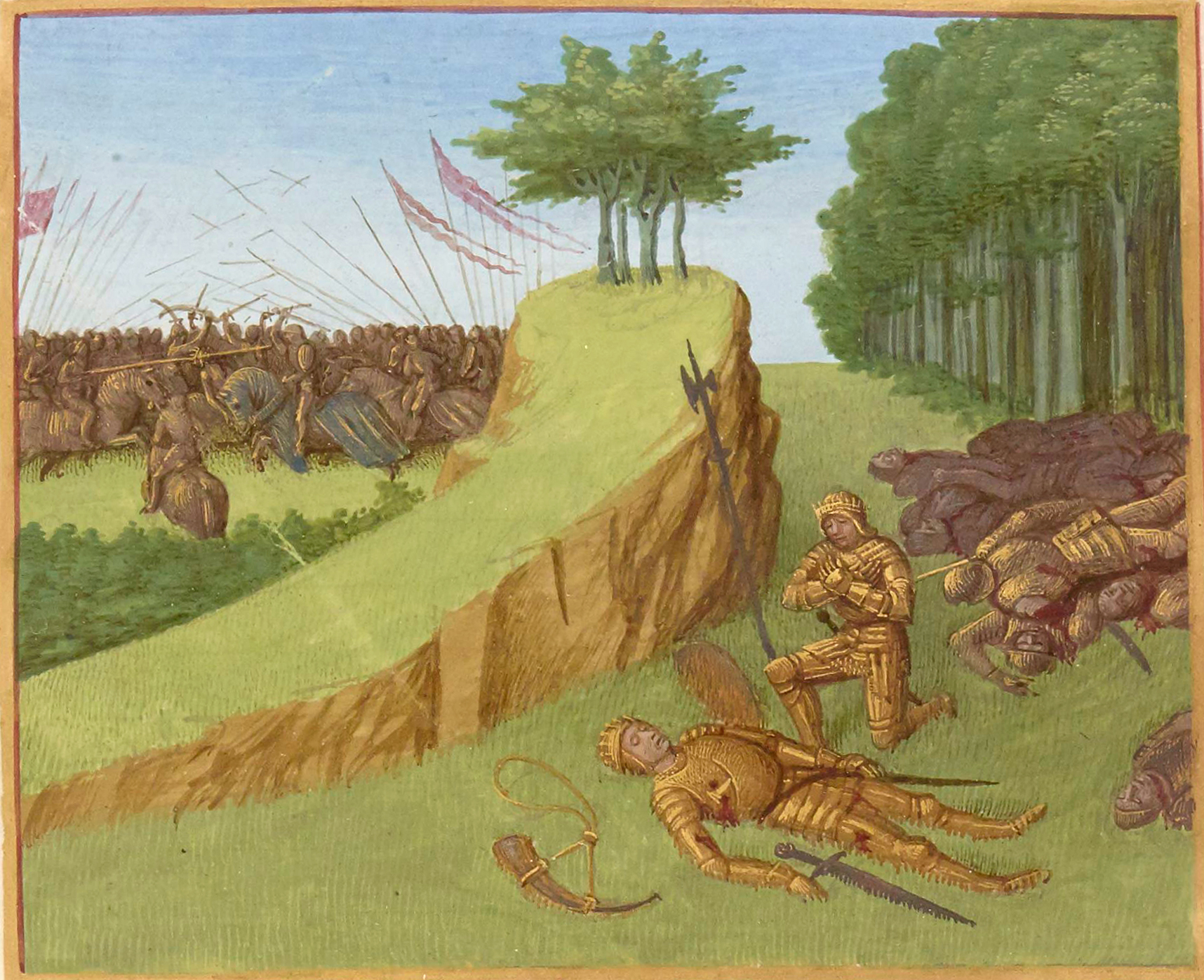
Moartea lui Roland în bătălia de la Roncesvalles (Roncevaux), dintr-un manuscris ilustrat (circa 1455-1460).

Carol cel Mare și armata sa poartă lupte de șapte ani în Spania. Marsilion, regele sarazin al Zaragozei, ține sfat cu nobilii lui. La îndemnul sfetnicului său viclean, Blancandrin, Marsilion hotărăște să simuleze că se predă, pentru a asigura retragerea francilor de pe pământurile sale. 
Marsilion trimite emisari ca să negocieze predarea sa lui Carol: Blancandrin, conducătorul delegației, promite cu rea credință că, în cazul în care Carol se întoarce la Aix-la-Chapelle (Aachen), Marsilion îl va urma la scurt timp și se va converti la creștinism. 
Baronii creștini cumpănesc cu atenție cum ar trebui să răspundă ofertei lui Marsilion. Roland nu are încredere în acesta, însă Ganelon și majoritatea celorlalți consideră că merită să fie crezut pe cuvânt. Carol însuși este de acord, dar îi este greu să aleagă un sol care să-i ducă lui Marsilion răspunsul de învoire. 
El nu dorește cu niciun preț să trimită un cavaler de valoare, deoarece Marsilion îl ucisese pe ultimul sol care îi fusese trimis. De aceea, Carol respinge propunerile lui Roland și ale lui Turpin de a duce ei răspunsul și hotărăște ca niciunul dintre cei doisprezece pairi să nu fie trimis. 
Roland recomandă cu imprudență ca mesajul să fie dus de contele Ganelon, tatăl său vitreg. Când aude, dânsul socotește propunerea drept o insultă nemeritată, chiar îl amenință pe Roland, dar se supune anevoie. În timpul călătoriei cu Blancandrin la Zaragoza, îi pune gând rău lui Roland, plănuind să se răzbune. Este ceea ce constituie intriga poemului.
În Zaragoza, Ganelon îl minte pe Marsilion, spunându-i că acceptarea lui Carol este condiționată de două lucruri. În primul rând, Marsilion nu poate păstra decât jumătate din Spania, restul fiindu-i dat lui Roland. În al doilea rând, unchiul lui Marsilion trebuie să fie printre ostaticii dați ca zălog al bunei credințe. 
După ce îl amenință pe Ganelon cu moartea, Marsilion este informat de Blancandrin că francul este gata să-l trădeze pe Roland și pe cei doisprezece pairi. Marsilion îi oferă atunci lui Ganelon prietenia sa și daruri bogate, iar el promite să se asigure ca Roland și cei doisprezece pairi să fie masați în ariergarda armatei france, iar nu în corpul principal de oaste. 
Acest lucru îi va da voie lui Marsilion, care știe că nu-i poate învinge în luptă dreaptă pe franci, să-i ucidă pe cei doisprezece mari cavaleri ai lor, fără de care francii nu vor mai purta război, potrivit spuselor lui Ganelon. 
După ce Ganelon își îndeplinește sarcina, viteazul Roland, cumpătatul Olivier și ceilalți doisprezece pairi preiau comanda ariergărzii france, care număra 20 000 de oameni. 
O armată de sarazini de 100 000 de oameni, condusă de nepotul lui Marsilion și de alți 11 mari războinici sarazini, este văzută apropiindu-se de ariergardă. Prietenul lui Roland, Olivier, îi cere de trei ori să sune din corn pentru a chema restul armatei în ajutor, dar codul onoarei îl obligă pe Roland să lupte în continuare, deși este depășit numeric. 
Bătălia care urmează are două părți. Atacul inițial al sarazinilor este respins de franci, dar numai 300 de cavaleri supraviețuiesc, printre care  Roland și majoritatea pairilor. 
Sarazinii atacă a doua oară, Marsilion însuși conducând o oaste de 300 000 de oameni. În curând, este clar că francii sunt cei care vor pierde lupta. La sfatul arhiepiscopului Turpin, Roland sună din corn, dar nu pentru a chema trupe în ajutor, ci sperând la revenirea lui Carol pentru îngroparea trupurilor răpuse și pentru răzbunarea firească. Roland sună din corn atât de tare, încât îi plesnește tâmpla și îi curge sânge din gură. 
Când bătălia era pe sfârșite, Roland îi retează cu spada mâna dreaptă lui Marsilion. Acesta fuge de la fața locului și este urmat de supraviețuitorii din armata sa. Roland și Turpin sunt singurii războinici rămași în viață pe câmpul de luptă. Totuși, Turpin fusese rănit grav în multe locuri de loviturile sarazinilor și pierde sânge până moare, în timp ce ține o slujbă pentru tovarășii săi de arme. Roland, nevătămat în luptă, sângerează din cauza tâmplei rupte.
După moartea lui Turpin, Roland urcă până în vârful unui deal, privind către sud, înspre Spania și Portugalia. Își crapă cornul, lovind un păgân pe care-l ucide, pentru că încercase să-i fure sabia, apoi eșuează să-și frângă sabia Durendal de o piatră. Roland moare eroic la umbra unui copac, cu fața, ca vitejii, nu cu spatele, ca fugarii, către țara inamică.
Între timp, Carol cel Mare se întoarce din Franța în grabă mare, arestându-l pe Ganelon pentru trădare. Când ajunge pe câmpul de luptă de la Roncesvalles și își vede toți vitejii morți, plânge amar și chiar se pierde cu firea, dovedind astfel un profund umanism. El îl jelește pe Roland și apoi pornește la drum pentru a distruge armata sarazină. Îi ajunge pe păgâni din urmă pe câmpurile de lângă Zaragoza și îi măcelărește, majoritatea supraviețuitorilor înecându-se în apele unui râu din apropiere. 
Marsilion scapă și se baricadează în fortăreața sa din Zaragoza. Dat fiind faptul că oastea lor nu a primit ajutor de la zei, locuitorii înfuriați ai orașului îi iau în bătaie de joc pe idolii treimii lor: statuile lui Mahound, Tervagent și Apollyon sunt scoase din moschee și bătute cu bețe. 
În acea noapte, Baligant, emirul Egiptului, vine cu întăriri. Marsilion moare și Baligant preia conducerea. 
Carol își împarte oștile după naționalitate: bavarezii, germanii, normanzii, bretonii, flamanzii și burgunzii. Forțele creștine distrug armata musulmană într-o luptă pe viață și pe moarte, iar Carol îl doboară pe Baligant în duel. 
Armata creștină pătrunde în Zaragoza. Idolii și obiectele vrăjitorești din sinagogile și moscheile orașului sunt distruse, iar 100 000 de evrei și musulmani sunt creștinați. Inclusiv Bramimonde, văduva lui Marsilion, este capturată, iar Carol dă poruncă ca și ea să fie convertită, dar nu prin forță, ci prin parabole și predici. 
Apoi francii se întorc biruitori la Aix-la-Chapelle, unde Aude, logodnica lui Roland (și sora lui Olivier), moare de inimă rea la aflarea veștilor nefaste. 
Ganelon este acuzat de trădare și judecat după legile vremii, însă se apără fără remușcare, susținând că faptele sale au constituit o răzbunare întemeiată. Pentru a tranșa problema, ruda lui Ganelon, Pinabel, se duelează cu prietenul lui Roland, Thierry, care câștigă. După izbânda lui Thierry, Ganelon este executat împreună cu membrii familiei sale, care se puseseră chezași pentru nevinovăția sa.
Regina Bramimonde este botezată, iar Carol este, în sfârșit, pe deplin satisfăcut. În vis, un înger îi apare și îi cere să ajute orașul Imphe, atacat de păgâni. Carol se lamentează și își deplânge soarta, dar se face robul supus al voinței lui Dumnezeu.

## Descoperirea manuscrisului
Henri Monin a descoperit în 1832 un poem numit La Chanson de Roland în biblioteca regelui. Francisque Michel a publicat o primă ediție a textului în 1837, care era bazată pe un alt manuscris păstrat la biblioteca din Oxford, în Anglia. Pe urmă, alte manuscrise au fost descoperite la Veneția, la Versailles, la Lyon și la Cambridge. Totuși, manuscrisul de la Oxford prezintă cea mai mare autoritate. El a fost scris de mâna unui scrib anglo-normand și datează din jurul anului 1170, deși firul narativ circula cu mult înainte din gură în gură (grație caracterului exclusiv oral pe care îl aveau cântecele de gesta la început).

## Sursa istorică și compoziția
Poemul se întemeiază pe un incident istoric mărunt, bătălia de la Roncesvalles din 15 august 778, când ariergarda francilor lui Carol cel Mare, aflat în retragere, a fost atacată de basci și nimicită. În această luptă, descrisă de biograful Éginhard în Viața lui Carol cel Mare (scrisă în jurul anului 830), se spune că oștenii din ariergardă, traversând niște trecători primejdioase, au fost prinși de basci în ambuscadă, împingându-i într-o vale și ucigându-i pe toți pentru jaf. Printre dânșii, se afla și un anume „Hruodland, prefect al mărcii Bretaniei” (Hruodlandus Brittannici limitis praefectus).  
Poemul nu este o reprezentare fidelă a realității. Autorul pornește de la un fapt istoric concret, dar nu se socotește dator să-l urmeze în mod strict. Roland este considerat nepotul lui Carol, bascii sunt considerați sarazini, iar Carol, în loc să-și continue drumul spre nord pentru a-i supune pe saxonii răsculați în lipsa sa, se întoarce în Spania să răzbune moartea cavalerilor lui. Autorul poemului nu avea nici cunoștințe despre islam, reprezentat ca o religie idolatrică, nici despre basci. De fapt, expediția lui Carol a fost dusă în contra creștinilor basci. Francii au comis nelegiuiri mai ales împotriva femeilor, ceea ce a revoltat populația locală. Cu toate că o parte a armatei îi fusese nimicită la Roncesvalles, Carol nu se reîntoarce să răzbune moartea lui Hruodland.
Gloria poemului a străbătut Europa până în pragul Renașterii, după care, cu mici excepții, a căzut în uitare. Abia în veacul al XIX-lea a fost redescoperit de către filologii de formație romantică. Manuscrisul de la Oxford conține 4002 decasilabi reuniți în 291 de laisse-uri (un fel de strofe de mărimi inegale). Este semnat la ultimul vers („Aici este făcută fapta de vitejie pe care Turoldus o refuză”) de un anume Turold, neaflându-se încă dacă este vorba de autor, de un copist, de un jongler sau de o simplă sursă. 
De bună seamă că unele episoade descrise sunt mai vechi decât opera în ansamblul ei, însă măiestria cu care ele au fost integrate în poem dovedește mâna unui mare artist. Povestea este compusă din două părți, având fiecare câte două sub-părți: moartea lui Roland (trădarea, bătălia) și răzbunarea împăratului (pedeapsa păcătoșilor, execuția lui Ganelon), încadrate de o expunere și de o dublă concluzie. Unitatea întregului este întărită de numeroase paralelisme, contraste și ecouri. Anumite pasaje prea sobre totuși posedă o mare intensitate dramatică și tocmai de aceea au rămas celebre (moartea frumoasei Aude sau cea a viteazului Roland).

## Posteritate

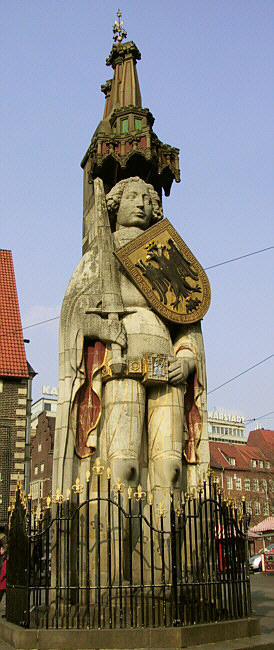
Statuia lui Roland din Bremen

Cântecul lui Roland a inspirat încă de timpuriu numeroase poeme în Europa. Lucrarea a pătruns mai întâi în spațiul german, fiind tradusă de părintele Konrad, cu titlul Ruolandes-Liet. În țările scandinave, s-au făcut compilații ale operei sub numele Karlamagnús saga. În Spania, Alfonso al X-lea al Castiliei a realizat o adaptare numită Historia del emperador Carlomagno. În peninsula italică, poetul Matteo Maria Boiardo a scris Orlando innamorato în secolul al XV-lea, iar Ludovico Ariosto i-a făcut o continuare și mai celebră, sub titlul Orlando furioso (1516), care a inspirat diverse opere la rândul ei, printre care și cea a lui Jean-Baptiste Lully, Roland (1685). Mai aproape zilele noastre, Luigi Dallapiccola a compus o operă pentru voce și pian, Rencesvals (1946), după trei fragmente ale textului original.